# ریچ نوگنت
ریچ نوگنت (به انگلیسی: Rich Nugent) نمایندهٔ حوزه انتخابیه یازدهم فلوریدا از حزب جمهوری‌خواه ایالات متحده آمریکا در مجلس نمایندگان ایالات متحده آمریکا است که برای نخستین‌بار در ۵۲ ژانویه ۲۰۱۱ میلادی به‌عضویت این مجلس درآمد.